# محمد حسني
محمد حسني (23 مايو 1970 - ) ممثل مصري.

## سيرته
من مواليد مدينة المنصورة ، تخرج من كلية التجارة جامعة المنصورة، التحق بأكاديمية الفنون لدراسة النقد الفني وعمل بالتمثيل منذ ستة عشر عامًا قدم خلالها العديد من الأدوار من أشهرها مسلسل "الدالي" الذي أدي فيه دور ضابط أمن دولة (عاصم) والذي عرفه من خلاله الجمهور عبر قفشاته الكوميدية إلي جانب أدواره في مسلسلات "سلسال الدم" مع عبلة كامل ورياض الخولي في أجزائه الثلاثة.
في بدايتة أدي العديد من الأدوار الصغيرة في مسلسل شباب أون لاين وتامر وشوقية و توتو وبيجامة  و مبروك جالك قلق، حتي جائت الانطلاقة الكبري عن طريق مسلسل الدالي. وتوالت الأدوار تباعا من خلال العديد من المسلسلات ابن الأرندلي، وأداؤه لدور "بقلة" ومسلسل ناصر، ودور "صلاح سالم" وآخر اعمالة التلفزيونية مسلسل الزيبق. وشخصية "شلبي أنور" و الأفلام كانت الأنطلاقة من فيلم مقلب حرامية، وآخر أعماله السينمائية فيلم خلاويص.

## أعماله
- - مسلسل الرقص على سلالم متحركة [9] (2001)
  - مسلسل ديدي و دوللي [10](2002)
  - مسلسل شباب أون لاين[11] ج2 (2003)
  - مسلسل الرقص مع الزهور[12] (2005)
  - مسلسل أرض الرجال[13] (2005)
  - مسلسل مبروك جالك قلق[13] (2005)
  - مسلسل ريا وسكينة (2005)
  - مسلسل السندريلا[14] (2006)
  - مسلسل مباراة زوجية[15] (2006)
  - مسلسل سكة الهلالي[16] (2006)
  - مسلسل قضية نسب[17] (2006)
  - مسلسل تامر و شوقية[18] ج1 (2006)
  - مسلسل نادي القلوب الجريحة (2007)
  - مسلسل الدالي[19] (2007)
  - مسلسل ناصر[5] (2008)
  - مسلسل ابن الأرندلي[20] (2009)
  - مسلسل كلام نسوان (2009)
  - فيلم مقلب حرامية[7] (2009)
  - مسلسل مش ألف ليلة وليلة[21] (2010)
  - مسلسل حكايات وبنعيشها: كابتن عفت[22](2010)
  - مسلسل العتبة الحمرا [23](2010)
  - فيلم تك تك بوم (2011)
  - مسلسل الخواجة عبدالقادر[24] (2012)
  - مسلسل فرح العمدة (2012)
  - مسلسل كاريوكا[25] (2012)
  - مسلسل 9 جامعة الدول (2012)
  - مسلسل الكبير أوي[26] ج3 ج4 (2013) (2014)
  - مسلسل سلسال الدم[27] (2018:2013)
  - مسلسل ذهاب و عودة[28] (2015)
  - مسلسل يانا يا انتي[29] (2015)
  - مسلسل شطرنج[30] (2015)
  - مسلسل وش تاني[31] (2015)
  - فيلم قط و فار [32](2015)
  - مسلسل مولد و صاحبة غايب [33](2015)
  - مسرحية أهلا رمضان (2016)
  - فيلم يوم من الأيام[34] (2017)
  - مسلسل الجماعة[35] (2017)
  - فيلم خلاويص [8] (2017)
  - مسلسل الزيبق[6] (2017)
  - مسلسل ربع رومي[36] (2018)
  - فيلم شاومينج